# De tre musketörerna
För andra betydelser, se De tre musketörerna (olika betydelser).
De tre musketörerna (originaltitel Les trois Mousqetaires) är en historisk äventyrsroman av Alexandre Dumas d.ä. publicerad första gången 1844, vilken utspelar sig under 1600-talet och handlar om den äventyrslystne D'Artagnan och tre medlemmar (Sieur Athos – Atos i vissa äldre översättningar–, Sieur Porthos och Sieur Aramis) ur den franske kungens livvaktsstyrka, musketörerna, som tvingas ta hand om både hotet från kungens rådgivare, kardinal Richelieu, och hans bundsförvant, den engelska damen Mylady.
Men berättelsen slutar ändå inte här, utan fortsätter i Myladys son eller 20 år efteråt och i Vicomte de Bragelonne.
Författaren säger i förordet till De tre musketörerna att: "Det är inte min mening att här göra en analys av det märkliga arbetet och jag ska nöja mig med att hänvisa dem av mina läsare, som intresserar sig för händelserna under denna epok, till dessa memoarer. De ska där finna gestalter tecknade av mästerhand, och fastän skisserna för det mesta är nedkastade på kaserndörrar och värdshusväggar, kommer de inte att undgå att finna bilderna av Ludvig XIII, Anna av Österrike, Richelieu, Mazarin och de flesta av den tidens hovmän lika väl träffade som i Anquetils historia." Dumas säger sig ha funnit "herr d'Artagnans memoarer" i kungliga biblioteket vid forskning om Ludvig XIV.
Musketörernas valspråk har blivit mycket berömt: En för alla, alla för en! (franska: Un pour tous, tous pour un!).

## Musketör-trilogin
- 1844 – Les trois mousquetaires - De tre musketörerna (första svenska översättning av Fredrik Niklas Berg, Hjerta, 1846, senaste utgåva 2001, då kraftigt förkortad).
- 1845 – Vingt ans après - Myladys son eller Tjugu år efteråt (första svenska översättning 1847, senaste utgåva 1979), även i två delar som Musketörerna i skilda läger och Musketörerna återförenade 1961 resp. Bödeln och Hämnaren.
- 1849 – Le vicomte de Bragelonne ou Quarante ans après - Vicomte de Bragelonne (första svenska översättning 1848-1849 i tre volymer, senaste utgåva 1969 i fyra volymer).
Även som Mannen med järnmasken 1950 och Fyrtio år efteråt eller Vicomte de Bragelonne 1960.

## Filmatiseringar
Berättelsen har filmatiserats ett flertal gånger, däribland:
- 1948 – De tre musketörerna, med Lana Turner, Gene Kelly, Van Heflin, Gig Young och Robert Coote.
- 1973 – De tre musketörerna, med Michael York, Oliver Reed, Frank Finlay och Richard Chamberlain.
- 1993 – De tre musketörerna, med Chris O'Donnell, Kiefer Sutherland, Oliver Platt och Charlie Sheen.
- 1998 – Mannen med järnmasken, med Leonardo DiCaprio, Gabriel Byrne, Jeremy Irons, John Malkovich och Gérard Depardieu.
- 2011 – The Three Musketeers, med Milla Jovovich, Ray Stevenson, Logan Lerman, Orlando Bloom, Christoph Waltz, Luke Evans, och Matthew Macfadyen.

## Musikal
- De tre musketörerna är en teaterföreställning/musikal i två akter skriven av Alexander Mørk-Eidem som hade urpremiär på Stockholms stadsteater den 27 februari 2009.

## I andra verk
I avsnittet "The Four Musketurtles" av animerade TV-serien Teenage Mutant Ninja Turtles från 1987 drabbas Leonardo, efter att ha fått ett slag i huvudet av Rocksteady strax efter att han läst Alexandre Dumas De tre musketörerna, av en minnesförlust och vaknar upp och tror han är D'Artagnan.

### Fotnoter
1. ↑  https://runeberg.org/bragelon/0125.html
2. ↑  Alexandre Dumas d.ä., De tre musketörerna, Bokförlags AB Alba, 1983
3. ↑  ”The Four Musketurtles” (på engelska). Muatn Ooze. https://mutantooze.org/ninjaturtles/cartoon/guide/cart034.htm. Läst 2 december 2024.